# 多伦多面包车袭击事件
|  |

多伦多面包车袭击事件（英語：Toronto van attack）发生在2018年4月23日，当时一辆租用的白色全尺寸面包车在加拿大多伦多北约克惠柳第的北約克城市中心商业区的央街上以高速行驶撞向行人，造成11人死亡（一人治疗至2021年被宣告不治），15人受伤。死者中有8名是女性。疑似司机，25岁的阿莱克·米纳希安（Alek Minassian）在袭击开始26分钟后在犯罪现场南部被捕。这是加拿大历史上最致命的車輛衝撞攻擊，也是自1989年以来加拿大最严重的大规模屠杀事件，当时多伦多鲁珀特酒店发生的縱火事件造成10人死亡。阿莱克·米纳希安患有自閉症，自稱自己厭惡女性，並將行兇行為稱作是「非自願獨身起義」，辯方曾多次希望以精神障礙為由處以「沒有刑責」的判決，法官Anne Molloy認為他有理性的思維，作案明顯出於故意，故不獲接納。2021年3月，兇手被裁定十項一級謀殺罪及16項意圖謀殺罪罪名成立。但因加拿大最高法院在同年5月頒布加拿大《刑事法典》中多個謀殺罪名分期執行之判刑違憲，導致本案判決延遲。其後，法官Anne Molloy在2022年6月依加拿大《刑事法典》判處他終身監禁，所有刑罰同期執行，且25年內不得假釋。